# Schlossberg (Küstelberg)

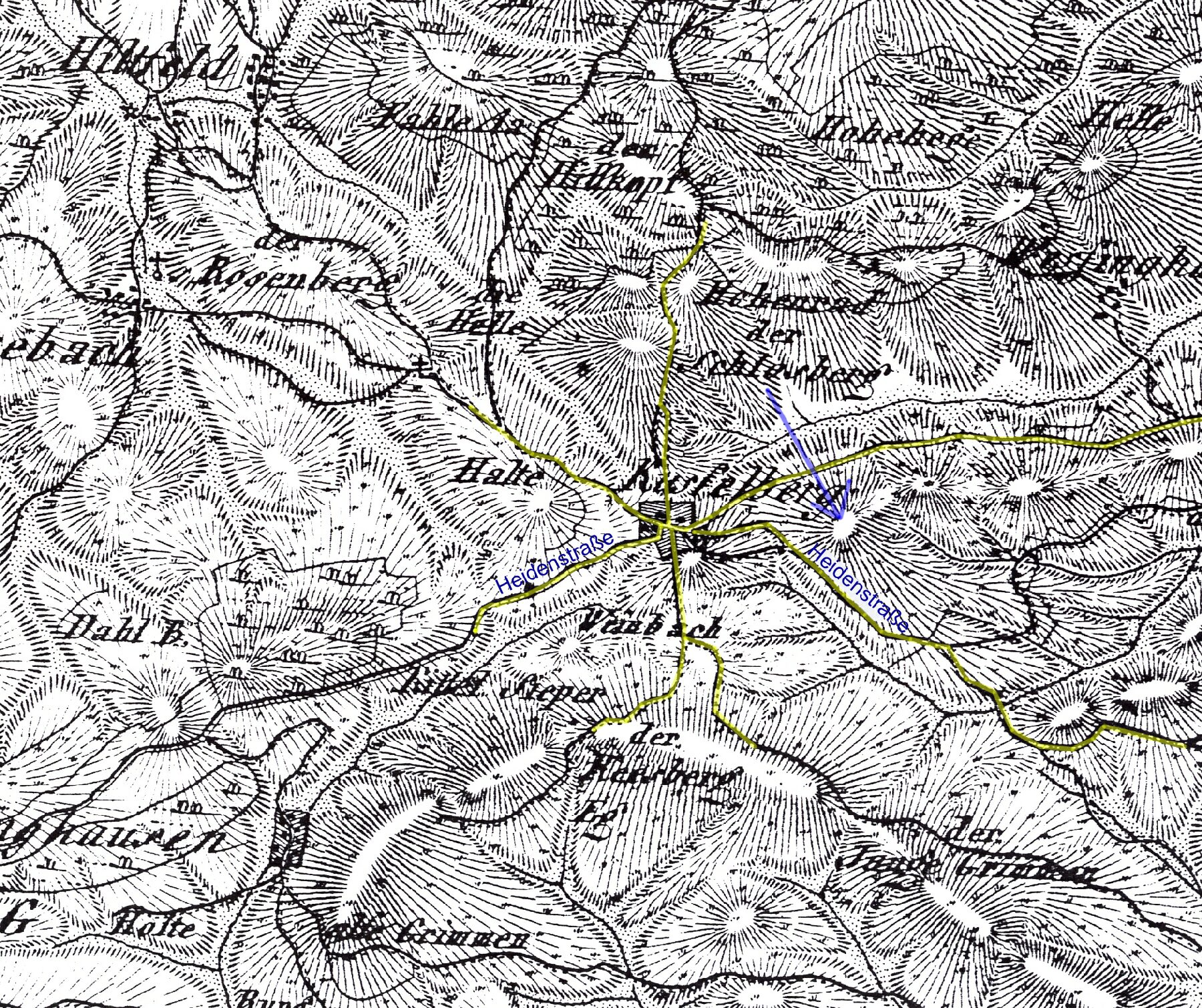
Teil des Herzogtums Westphalen mit Küstelberg und rechts davon befindlichem Schlossberg (Le Cog, 1805)

Der Schlossberg bei Küstelberg im Hochsauerlandkreis, Nordrhein-Westfalen, ist eine 790,8 m ü. NHN hohe Erhebung des Rothaargebirges.
Auf der Bergkuppe befand sich im Mittelalter eine Wallburg, die schon lange abgegangen ist. Nur ihr umlaufender mächtiger Wall und ein Graben sind noch vorhanden.

## Geographie

### Lage
Der Schlossberg liegt im Nordostteil des Rothaargebirges im Naturpark Sauerland-Rothaargebirge zwischen Winterberg im Südwesten und Medebach im Südosten. Sein Gipfel erhebt sich etwa 800 m ostsüdöstlich des Dorfrandes von Küstelberg (zu Medebach), und sein Nordostausläufer ist der Henkmannskopf (673,9 m). Etwas nördlich vorbei am Schlosskopf führt die Landesstraße 872 (Küstelberg–Wissinghausen) und westlich und südlich die L 740, auf deren Trasse einst der Abschnitt Küstelberg–Medebach Heidenstraße verlief.
Etwa 25 m südwestlich des Gipfels (791,3 m) ist auf topographischen Karten ein trigonometrischer Punkt auf 790 m Höhe verzeichnet.

### Naturräumliche Zuordnung
Der Schlossberg gehört in der naturräumlichen Haupteinheitengruppe Süderbergland (Nr. 33) und in der Haupteinheit Rothaargebirge (mit Hochsauerland) (333) zur Untereinheit Hohe Seite (333.7); nach Nordwesten fällt die Landschaft in den Naturraum Harfeld (333.56) ab. In der Haupteinheit Ostsauerländer Gebirgsrand (332) und in der Untereinheit Grafschafter Bergland (332.5) schließen sich die Naturräume Grafschafter Kammer (mit Upländer Tor) im Norden bis Nordosten (332.52) und Hardt und Wipperberg (332.51) im Osten bis Südosten an.

### Fließgewässer und Wasserscheide
Der Schlossberg wird im Norden vom steil abfallenden Dittelsbach, im Osten von der Henkmecke, Buchmecke und Laubecke sowie im Süden vom Hallebach abgegrenzt; sie alle zählen zum Einzugsgebiet der Wilden Aa, deren Wasser durch Orke, Eder und Weser bei Bremerhaven in die Nordsee fließt. Südwestlich gräbt sich die am Ortsrand von Küstelberg entspringende Orke tief in die lockeren Fließerden-Schichten ein, die sich dort während der letzten pleistozänen Kaltzeit aufgeschoben haben. Jenseits der durch Küstelberg verlaufenden Rhein-Weser-Wasserscheide entspringt rund 550 m nordwestlich der Dorfkirche die Neue Born, deren Wasser durch Hillebach, Ruhr und Rhein bei Rotterdam in die Nordsee mündet. Die Küstelberger Quellen von Hille und Neue Born markieren die am weitesten östlich gelegenen Punkte des Flusssystems der Ruhr. Etwa 4 km westlich des Schlossbergs liegt die Ruhrquelle und knapp 5,5 km nordnordöstlich entspringt der Weser-Zufluss Diemel (je Luftlinie).

## Schutzgebiete
Auf dem Schlossberg liegen Teile des Naturschutzgebiets NSG Waldreservat Glindfeld <LP Medebach> (CDDA-Nr. 319281), das 2002 gegründet wurde und 21,53 km² groß ist. Rund um die Bergkuppe befinden sich Teile des Fauna-Flora-Habitat-Gebiets Waldreservat Glindfeld-Orketal (mit Nebentälern) (FFH-Nr. 4817-304; 29,97 km²). Zudem erstrecken sich dort Teile des Landschaftsschutzgebiets Medebach (CDDA-Nr. 345073; 1983; 44,68 km²) und des Europäischen Vogelschutzgebiets Medebacher Bucht (VSG-Nr. 4717-401; 138,72 km²).

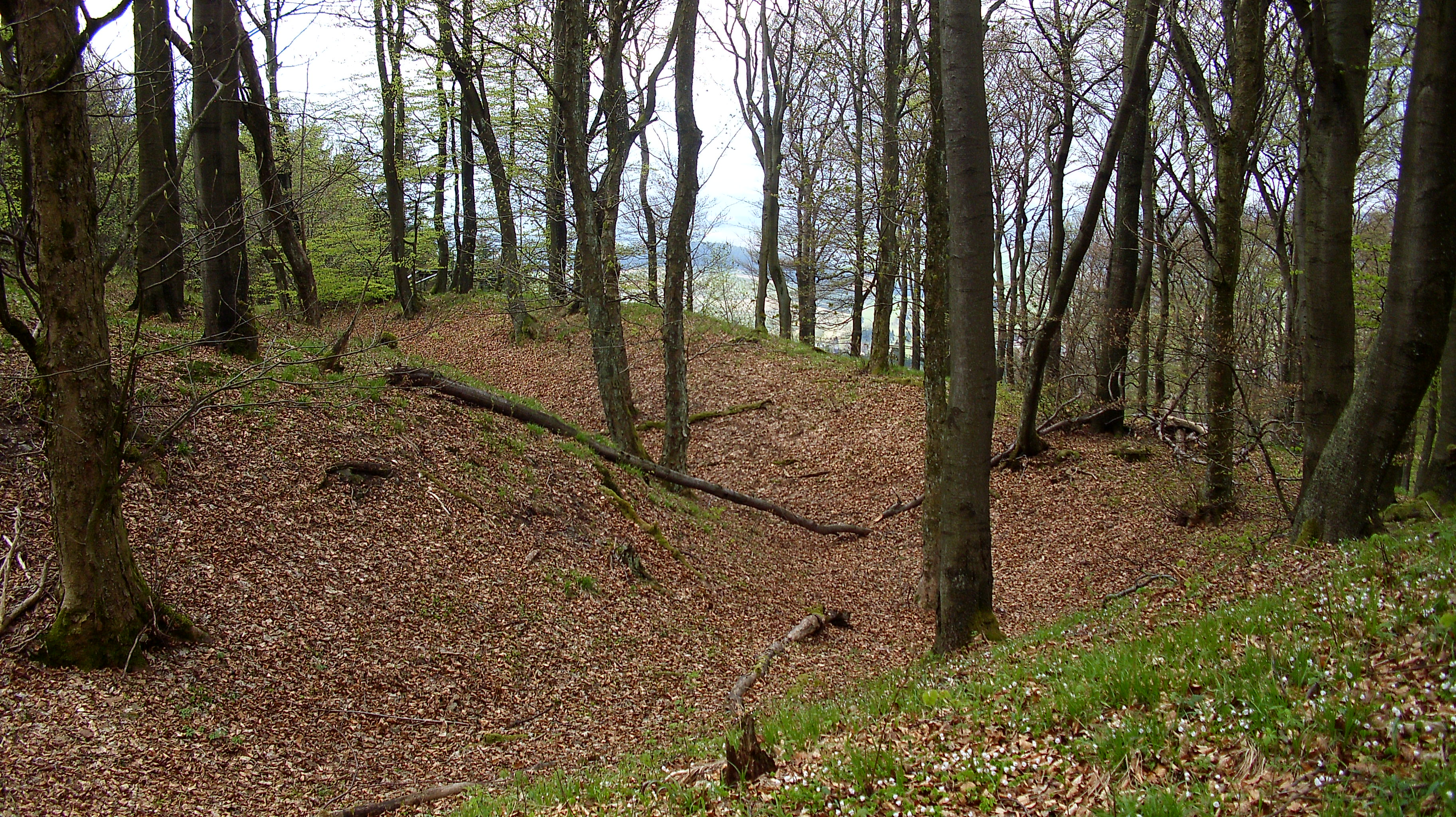
Wallanlagenreste auf dem Schlossberg

## Geschichte

### Allgemeines
In der zweiten Hälfte des 13. Jahrhunderts wurde in Küstelberg das Augustinerinnenkloster Küstelberg errichtet, vermutlich eine Abspaltung des Walburgisstifts in Meschede. Von Arnsberger Grafen sowie von Adelsfamilien wurde das Kloster mit entsprechendem Besitztum ausgestattet. Bereits 1299 ist es nach Urkunden „wüst gewesen und verfallen“. Die Nonnen erbauten danach im nahen „Neu-Küstelberg“ im Glindfeld ein neues Kloster, das Augustinerinnenkloster Glindfeld, welches bis Ende des 15. Jahrhunderts als Damenstift Bestand hatte. Der Klosterbesitz in der Küstelberger Gemarkung wurde danach bis zur Säkularisation vom nachfolgenden Kreuzherrenstift bewirtschaftet. Dann übernahmen Glindfelder Forstverwaltungen der jeweiligen Landesherren fast zwei Jahrhunderte lang Wiederaufbau, Pflege und Nutzung der Forsten. Der vom Kloster übernommene Buchenwald wurde auf den devastierten Standorten mit Mischbaumarten ergänzt und ist heute typischer artenreicher Staatswald von Nordrhein-Westfalen. Die Spuren der vorausgegangenen Klosterzeit sind noch allgegenwärtig. Versteckte Zeugen wie spätmittelalterliche Karrenwege, langgezogene Ackerterrassen, zahlreiche Meilerplätze und uralte Bäume gibt es vielerorts.

### Wallburg
Auf der Schlossbergkuppe befand sich im Mittelalter eine Wallburg, die schon lange zerstört und verfallen ist. Nur der umlaufende mächtige Außenwall von etwa 12 m Fußbreite, ein Innengraben und Turmfundamentreste sind noch zu erkennen. Die Anlage hat eine innere Ausdehnung von rund 60 m in Ost-Nordost-Richtung und zirka 35 m in Nord-Nordwest-Richtung.
Im Anlageninneren sind an verschiedenen Stellen kleine Gruben (Mardellen) und Fundamentklötze eines ehemaligen Aussichtsturmes zu erkennen. Bei einer kleinen Schürfung vor dem Ersten Weltkrieg (1914–1918) konnte eine 2,40 m tiefe Grube freigelegt werden, in der sich allerdings nur Schutt befand. Ein in der Anlage liegender Hügel stellte sich nicht als Standplatz eines Wachtturm heraus, sondern als solcher eines 1845 errichteten Aussichtsturmes. Historische Nachrichten sind über den Schlossberg nicht bekannt. Nach örtlicher Überlieferung soll hier die Familie von Schlechtrime oder Schlagrime gesessen haben, da der Berg im Mittelalter Schlagsberg hieß. Die Burgherren vom Schlossberg sicherten vielleicht zeitweise die am Fuße vorbeiführende Heidenstraße, eine Ost-West-Verbindung durch das Sauerland, welche von Köln über Attendorn, Elspe, Schmallenberg bis nach Kassel führte. Bei Raubgrabungen innerhalb der Burganlage wurden 1986 gegebenenfalls Funde zerstört. Auch beim Bau des Skiliftes (siehe unten) wurde die Anlage beschädigt.

### Sage vom Schlossberg
Von der Wallburg auf dem Schlossberg, die schon lange verfallen ist, zeugen nur noch Gräben und Wälle, und landwirtschaftliche Anlagen von der Vergangenheit. Vom malerischen Tal des Orke-Zuflusses Helle aus führte vor Zeiten eine Tür in das Berginnere. Ein Mann aus Winterberg, der sich durch Unterbreiten eines roten Tuchs unter ein Spechtsnest eine Springwurzel verschafft hatte, ging hier einmal in den Berg. Da kam er in ein großes Gewölbe, wo Gold und Silber in großen Haufen aufgespeichert lag. An einem Tische saß eine weiße Jungfrau, die zu ihm sagte, er möge von dem Gold und Silber nehmen, soviel er nur immer wolle. Das hat er gern getan. Als es ihn aber wohl genug dünkte und er hat wieder fortgehen wollen, hat das Mädchen ihm zugerufen: „Vergiss das Beste nicht!“ Da hat der Mann geglaubt, er solle noch mehr Gold nehmen und hat in die Taschen hineingesteckt, soviel er eben tragen konnte. Die Jungfrau aber meinte die Springwurzel, die er beim Kommen auf den Tisch gelegt hatte. Kaum hat er deshalb einen Fuß aus der Tür in den Wald gesetzt, so ist diese plötzlich hinter ihm zugefallen und hat ihm die Ferse abgeklemmt. Ein Kind aus dem nahen Küstelberg ist, als es acht Jahre alt war, einmal in den Schlossberg gegangen und erst als achtzehnjähriges Mädchen wieder herausgekommen.

## Freizeit und Tourismus
Der Schlossberg ist durch Rad- und Wanderwege wie beispielsweise dem Medebacher Rothaarsteig-Zubringer, der dem Hanseweg des Sauerländischer Gebirgsverein (SGV) folgt, gut erschlossen. An seiner Nordwestflanke wurde in Form einer Schneise alter Buchenwald gerodet und von Küstelberger Anlegern ein Skilift mit -piste errichtet; die Piste, die im Übungsbereich mit Schneekanonen ausgestattet ist, gehört zum anspruchsvollsten, was das Hochsauerland dem ambitionierten Abfahrer bietet. Später haben neue Betreiber die Anlage mit einer Wanderhütte und einem Hochseilklettergarten aus wetterbeständigen Douglasienstämmen vom Henkmannskopf ergänzt. Gegenüber dem Parkplatz an der L 740 kann man in die Reetsbergloipe einsteigen, deren Führungssystem als Lehrpfad ausgebildet ist. Hier werden die Belange des Arten- und Landschaftsschutzes des Küstelberger Bergwaldgebietes aufgezeigt. Im Gipfelbereich sendet eine stationäre Wetterstation permanent Daten aus. Somit ist Medebach-Schloßberg auch für westfälische „Wetterfrösche“ und die Medien eine feste Größe.